# Recital
Recital je naziv za vokalnu ili instrumentalnu glazbenu izvedbu: potječe od latinske riječi recitare (= čitati), kojom se nekoć nazivalo javno umjetničko kazivanje književnih djela, najčešće pjesama. Danas se tom rječju često naziva kakav solistički koncert ili nastup jednog izvođača (pjevača ili svirača) uz glasovirsku pratnju. Naziv se također rabi i za koncerte s djelima samo jednog skladatelja.
Prve pijanističke recitale povjesničari glazbe pripisuju Franzu Lisztu. Plesni recitali mogu imati i veći broj sudionika.

## Vanjske poveznice
- www.dudedn.de – Recital, das (njem.)